# Giuseppe Adami (Dramatiker)

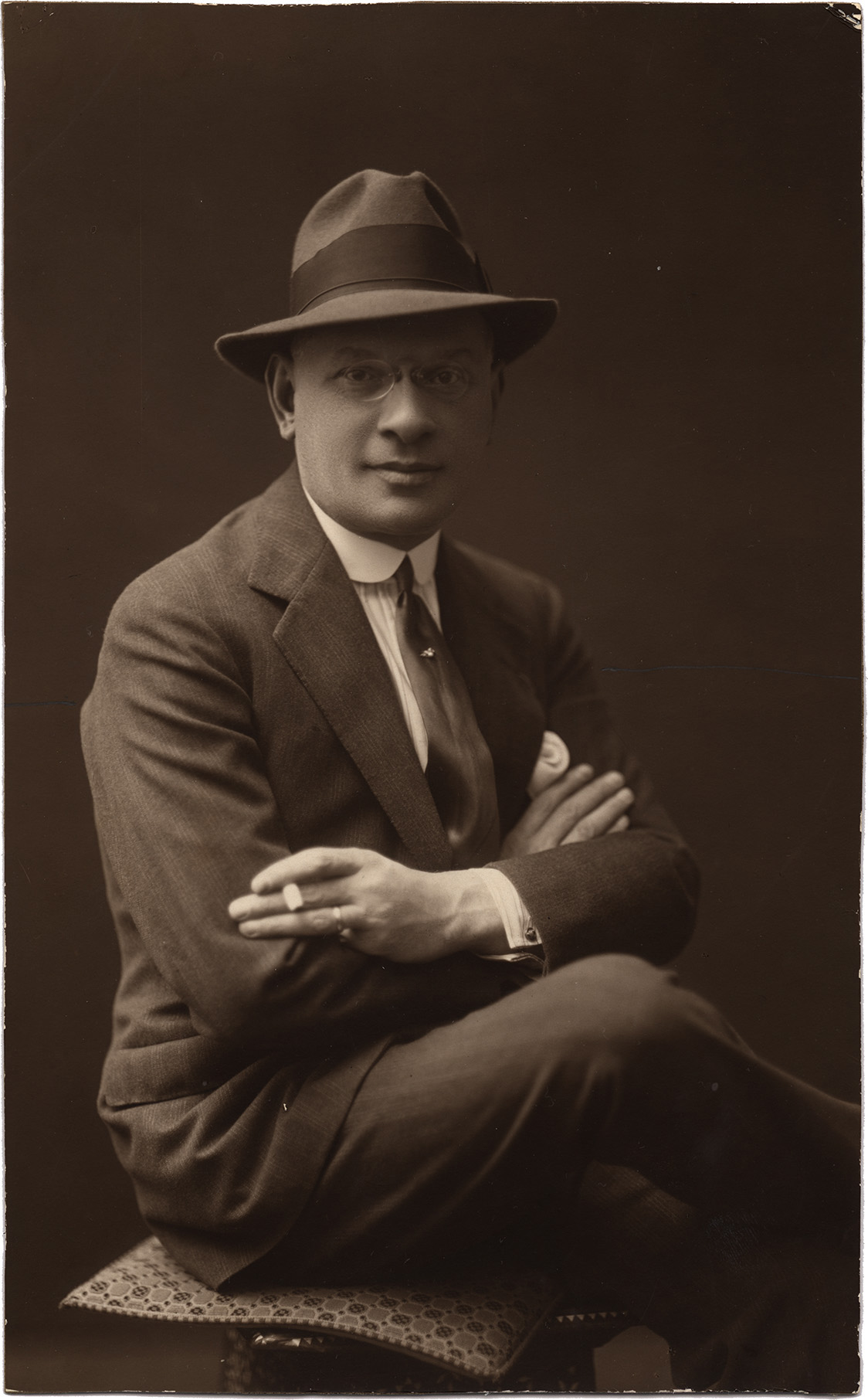
Giuseppe Adami

Giuseppe Adami (* 4. November 1878 in Verona; † 12. Oktober 1946 in Mailand) war ein italienischer Dramatiker, Librettist, Drehbuchautor und Musikkritiker.

## Leben
Giuseppe Adami arbeitete schon in jungen Jahren als Journalist. Nach abgeschlossenem Studium der Rechtswissenschaft an der Universität Padua schlug Adami die literarische Laufbahn ein. Seine bekanntesten Werke sind die Opernlibretti La rondine, Il tabarro und Turandot, die von Giacomo Puccini vertont wurden. Adami arbeitete auch für die Sprechbühne und den Film. Seine praktischen Erfahrungen im Opernbetrieb reflektierte er in späteren Jahren als Kritiker, u. a. ab 1913 für La sera (Mailand) und für von 1931 bis 1934 für La comedia.

## Werke

### Dramen

#### Libretti
- Cinerella (zusammen mit Luigi Sapelli (1865–1936) alias Caramba). Musik: Leopoldo Emanuele Gennai (* 1886). UA 9. Januar 1910, Teatro Dal Verme, Mailand OCLC 889454459
- La rondine. Commedia lirica (Oper) in 3 Akten (zusammen mit Alfred Maria Willner, Heinz Reichert). Musik: Giacomo Puccini. UA 27. März 1917 Monte-Carlo (Opéra)
- Il tabarro (Der Mantel). Oper in einem Akt (1. Teil von Il trittico). Musik: Giacomo Puccini. UA 14. Dezember 1918 New York City (Metropolitan Opera)
- Anima allegra. Oper. Musik (1918/19): Franco Vittadini (1884–1948). UA 1921. G. Ricordi & C., Mailand, 1920 OCLC 878513272
- La via della finestra. Commedia giocosa in tre atti (Oper in drei Akten). Musik (1914–16): Riccardo Zandonai. UA 1919,  verlegt bei Ricordi in Mailand. OCLC 898594833 Neufassung: UA 1923
- Nazareth. Oper. Musik: Franco Vittadini. UA 1925
- Turandot. Dramma lirico (Oper) in 3 Akten (zusammen mit Renato Simoni [1875–1952]). Musik: Giacomo Puccini (Finale unvollendet). UA (als Fragment) 25. April 1926 Mailand (Teatro alla Scala)
  - Ergänzte Fassung von Franco Alfano: Premiere 1926 (2. Vorstellung nach der UA) Mailand (Teatro alla Scala)
  - Ergänzte Fassung von Luciano Berio: Premiere 25. Mai 2002 Los Angeles (Los Angeles Opera)

#### Theaterstücke und Drehbücher
- I fioi di Goldoni, 1905[1], Komödie, (scene del ’700 in 3 quadri), Vita, Mailand, 1910 OCLC 898722490 (venezianisch)
- El paese de l’amor, 1907[1], Komödie (venezianisch)
- La sorella lontana, 1909, Komödie (italienisch)[1]
- La capanna e il tuo cuore (1913)[1]. Drama (commedia in tre atti), Zanichelli, Bologna, 1918 OCLC 801289101
- mit Arnaldo Fraccaroli (1882–1956): Bezzi e basi, Komödie (venezianisch)[1]
- Pierrot innamorato, Komödie, 1914 (italienisch)

- I Capelli bianchi. Komödie (commedia in tre atti), Fratelli Treves, Mailand, 1915 OCLC 17351910[1]
- Il Lupo e la sirenetta (1918). Film. Regie: Emilio Graziani-Walter
- Pioggia d’oro, Commedia in tre atti, [Komödie in drei Akten], UA 10. Januar 1919 im Teatro Paganini in Genua, Casa Editrice Italia, Mailand, 1919 OCLC 216931208
- Tacito, 1919[1]
- Parigi, 1921[1]
- La piccola felicità, 1922[1]
- Manon, 1922[1]
- La moglie celebre, 1923[1]
- Letto di rose, 1924[1]
- La Bambola di Francia, 1925[1]
- La Sagredo, 1926[1],
- Felicita Colombo (1935). Drama
  - Filmfassung: Felicita Colombo (1937). Drehbuch: Ivo Perilli, Giuseppe Adami, Aldo De Benedetti (1892–1970), Mario Mattòli (1898–1980). Regie: Mario Mattoli
- Nonna Felicita (1936). Drama
  - Filmfassung: Nonna Felicità (1938). Drehbuch: Giuseppe Adami, Aldo De Benedetti, Mario Mattòli. Regie: Mario Mattoli
- Chi è più felice di me? (Wer ist glücklicher als ich?; 1938). Film. Regie: Guido Brignone
- Il Carnevale di Venezia (1939). Film. Drehbuch: Giuseppe Adami. Regie: Giuseppe Adami, Giacomo Gentilomo (1909–2001)

### Kritische und biografische Texte
- Puccini e Turandot. In: La Lettura, 26. Jg., Nr. 4 (April 1926). Verlag Corriere della Sera, Mailand 1926
- Trenta lettere inedite di Giacomo Puccini (Dreißig unveröffentlichte Briefe von Giacomo Puccini). Verlag Mondadori, Mailand 1928
- Puccini (Biografie). Verlag Treves, Mailand 1935
- Il romanzo della vita di Giacomo Puccini. Verlag Rizzoli, Mailand und Rom 1942
- Giulio Ricordi, l’amico dei musicisti italiani. Verlag Domus, Mailand 1945